# Championnat de France de football de deuxième division 2021-2022
Navigation
Ligue 2 2020-2021 Ligue 2 2022-2023
La saison 2021-2022 de Ligue 2 est la 83e édition du championnat de Ligue 2 (ou Division 2 jusqu'en 2002), la deuxième sous l'appellation « Ligue 2 BKT ». Deuxième niveau de la hiérarchie du football en France après la Ligue 1, le championnat oppose en matches aller-retour, vingt clubs professionnels. Il est parrainé par le fabricant de pneumatiques indien BKT.
Le championnat se déroule du 24 juillet 2021 au 14 mai 2022. Les deux matchs de play-offs pour les candidats à la montée ont lieu les 17 et 20 mai 2022. Les barrages opposant le 18e de Ligue 2 au 3e de National se jouent les 24 mai et 29 mai 2022.

## Clubs participants

### Liste des clubs participants
Les équipes classées de la 6e à 17e place du Championnat de Ligue 2 2020-2021, les équipes classées 19e et 20e de Ligue 1 2020-2021, les deux perdant des play-offs d'accession en Ligue 1, le perdant du barrage opposant le 18e de Ligue 1 au vainqueur des playoffs de Ligue 2, les deux premiers de National 2020-2021 et le vainqueur du barrage opposant le 18e de Ligue 2 au 3e de National participent à la compétition.
Le SC Bastia fait son grand retour en Ligue 2 après 4 ans d'absence pour cause de dépôt de bilan.
| \| AC Ajaccio AS Nancy-Lorraine Le Havre AC EA Guingamp Valenciennes FC · FC Sochaux-Montbéliard Rodez AF Amiens SC Chamois niortais FC Pau FC SC Bastia US Quevilly Dijon FCO Nîmes Olympique · Paris FC USL Dunkerque AJ Auxerre · SM Caen Grenoble Foot 38 Toulouse FC \| Localisation des clubs engagés. |
| AC Ajaccio AS Nancy-Lorraine Le Havre AC EA Guingamp Valenciennes FC · FC Sochaux-Montbéliard Rodez AF Amiens SC Chamois niortais FC Pau FC SC Bastia US Quevilly Dijon FCO Nîmes Olympique · Paris FC USL Dunkerque AJ Auxerre · SM Caen Grenoble Foot 38 Toulouse FC                                       |

| Club                   | En L2 depuis | Classement 2020-2021 | Entraîneur            | En poste depuis | Stade                            | Capacité | Nombre de saisons en Ligue 2 |
| ---------------------- | ------------ | -------------------- | --------------------- | --------------- | -------------------------------- | -------- | ---------------------------- |
| Nîmes Olympique        | 2021         | 19e (Ligue 1)        | Nicolas Usaï          | 2022            | Stade des Costières              | 15 788   | 31                           |
| Dijon FCO              | 2021         | 20e (Ligue 1)        | Patrice Garande       | 2021            | Stade Gaston-Gérard              | 15 459   | 12                           |
| Toulouse FC            | 2020         | 3e                   | Philippe Montanier    | 2021            | Stadium de Toulouse              | 33 150   | 18                           |
| Grenoble Foot 38       | 2018         | 4e                   | Vincent Hognon        | 2021            | Stade des Alpes                  | 20 068   | 30                           |
| Paris FC               | 2017         | 5e                   | Thierry Laurey        | 2021            | Stade Charléty                   | 19 151   | 13                           |
| AJ Auxerre             | 2012         | 6e                   | Jean-Marc Furlan      | 2019            | Stade de l'Abbé-Deschamps        | 17 924   | 15                           |
| FC Sochaux-Montbéliard | 2014         | 7e                   | Omar Daf              | 2018            | Stade Auguste-Bonal              | 20 005   | 17                           |
| AS Nancy-Lorraine      | 2017         | 8e                   | Albert Cartier        | 2022            | Stade Marcel-Picot               | 20 087   | 24                           |
| EA Guingamp            | 2019         | 9e                   | Stéphane Dumont       | 2021            | Stade de Roudourou               | 19 060   | 29                           |
| Amiens SC              | 2020         | 10e                  | Philippe Hinschberger | 2021            | Stade Crédit Agricole la Licorne | 12 999   | 39                           |
| Valenciennes FC        | 2014         | 11e                  | Christophe Delmotte   | 2021            | Stade du Hainaut                 | 25 172   | 38                           |
| Le Havre AC            | 2009         | 12e                  | Paul Le Guen          | 2019            | Stade Océane                     | 25 178   | 38                           |
| AC Ajaccio             | 2014         | 13e                  | Olivier Pantaloni     | 2014            | Stade François-Coty              | 10 660   | 20                           |
| Pau FC                 | 2020         | 14e                  | Didier Tholot         | 2020            | Nouste Camp                      | 3 859    | 1                            |
| Rodez AF               | 2019         | 15e                  | Laurent Peyrelade     | 2015            | Stade Paul-Lignon                | 1 700    | 6                            |
| USL Dunkerque          | 2020         | 16e                  | Romain Revelli        | 2021            | Stade Marcel-Tribut              | 5 000    | 35                           |
| SM Caen                | 2019         | 17e                  | Stéphane Moulin       | 2021            | Stade Michel-d'Ornano            | 20 300   | 26                           |
| Chamois niortais FC    | 2012         | 18e                  | Sébastien Desabre     | 2020            | Stade René-Gaillard              | 6 398    | 29                           |
| SC Bastia              | 2021         | 1er (National)       | Régis Brouard         | 2021            | Stade Armand-Cesari              | 16 048   | 18                           |
| US Quevilly            | 2021         | 2e (National)        | Fabien Mercadal       | 2022            | Stade Robert-Diochon             | 8 372    | 3                            |

### Changements d'entraîneur
| Club              | Entraîneur partant    | Motif du départ            | Date de départ    | Position   | Entraîneur arrivant   | Date d'arrivée    |
| ----------------- | --------------------- | -------------------------- | ----------------- | ---------- | --------------------- | ----------------- |
| SM Caen           | Fabrice Vandeputte    | Fin de l'intérim           | 15 mai 2021       | Pré-saison | Stéphane Moulin       | 4 juin 2021       |
| EA Guingamp       | Frédéric Bompard      | Fin de l'intérim           | 15 mai 2021       | Pré-saison | Stéphane Dumont       | 27 mai 2021       |
| AS Nancy-Lorraine | Jean-Louis Garcia     | Fin de contrat             | 20 mai 2021       | Pré-saison | Daniel Stendel        | 20 mai 2021       |
| USL Dunkerque     | Fabien Mercadal       | Consentement mutuel        | 31 mai 2021       | Pré-saison | Romain Revelli        | 31 mai 2021       |
| Toulouse FC       | Patrice Garande       | Consentement mutuel        | 2 juin 2021       | Pré-saison | Philippe Montanier    | 23 juin 2021      |
| Amiens SC         | Oswald Tanchot        | Consentement mutuel        | 16 juin 2021      | Pré-saison | Philippe Hinschberger | 17 juin 2021      |
| Grenoble Foot 38  | Philippe Hinschberger | Contrat dans un autre club | 17 juin 2021      | Pré-saison | Maurizio Jacobacci    | 18 juin 2021      |
| Paris FC          | René Girard           | Consentement mutuel        | 18 juin 2021      | Pré-saison | Thierry Laurey        | 20 juin 2021      |
| Dijon FCO         | David Linarès         | Renvoi                     | 23 août 2021      | 19e        | Patrice Garande       | 23 août 2021      |
| SC Bastia         | Mathieu Chabert       | Résiliation de contrat     | 22 septembre 2021 | 18e        | Régis Brouard         | 2 octobre 2021    |
| AS Nancy-Lorraine | Daniel Stendel        | Renvoi                     | 24 septembre 2021 | 20e        | Benoît Pedretti       | 24 septembre 2021 |
| Valenciennes FC   | Olivier Guégan        | Renvoi                     | 4 novembre 2021   | 16e        | Christophe Delmotte   | 5 novembre 2021   |
| Grenoble Foot 38  | Maurizio Jacobacci    | Renvoi                     | 14 décembre 2021  | 15e        | Frédéric Guéguen      | 14 décembre 2021  |
| Grenoble Foot 38  | Frédéric Guéguen      | Fin de l'intérim           | 29 décembre 2021  | 16e        | Vincent Hognon        | 29 décembre 2021  |
| US Quevilly       | Bruno Irles           | Contrat dans un autre club | 3 janvier 2022    | 11e        | Fabien Mercadal       | 4 janvier 2022    |
| AS Nancy-Lorraine | Benoît Pedretti       | Fin de l'intérim           | 4 janvier 2022    | 20e        | Albert Cartier        | 4 janvier 2022    |
| Nîmes Olympique   | Pascal Plancque       | Renvoi                     | 4 janvier 2022    | 12e        | Nicolas Usaï          | 4 janvier 2022    |

### Propriétaires et investisseurs majoritaires
Depuis le début de la saison précédente, de nouveaux investisseurs ont acquis la propriété de quatre clubs : le SM Caen, les Chamois niortais FC, le Toulouse FC et l'AS Nancy-Lorraine.
| Club                   | Budget en M€ | Actionnaire majoritaire              | Depuis |
| ---------------------- | ------------ | ------------------------------------ | ------ |
| AC Ajaccio             | 8,5          | Imperial Corse Investissement        | 2016   |
| Amiens SC              | 15           | Bernard Joannin                      | 2009   |
| AJ Auxerre             | 20           | James Zhou                           | 2016   |
| SC Bastia              | 7-7,5        | Pierre-Noël Luiggi / Claude Ferrandi | 2017   |
| SM Caen                | 17           | Oaktree Capital Management           | 2020   |
| Dijon FCO              | 15           | Olivier Delcourt                     | 2012   |
| USL Dunkerque          | 6            | Jean-Pierre Scouarnec                | 2013   |
| Grenoble Foot 38       | 8            | Stéphane Rosnoblet                   | 2015   |
| EA Guingamp            | 10           | Club des Kalon EAG                   | 2017   |
| Le Havre AC            | 12           | Vincent Volpe                        | 2015   |
| AS Nancy-Lorraine      | 14           | NewCity Capital                      | 2021   |
| Nîmes Olympique        | 11,5         | Rani Assaf                           | 2014   |
| Chamois niortais FC    | 7,5          | Eytan Hanouna                        | 2020   |
| Paris FC               | 17           | Pierre Ferracci                      | 2006   |
| Pau FC                 | 7,1          | Bernard Laporte-Fray                 | 1995   |
| Rodez AF               | 6,8          | Pierre-Olivier Murat                 | 2006   |
| US Quevilly            | 6            | Michel Mallet                        | 2001   |
| FC Sochaux-Montbéliard | 16           | Nenking Group                        | 2019   |
| Toulouse FC            | 22           | RedBird Capital Partners             | 2020   |
| Valenciennes FC        | 9,5-11,5     | Eddy Zdziech                         | 2014   |

## Compétition

### Règlement
Le classement est calculé avec le barème de points suivant : une victoire vaut trois points, le match nul un. La défaite ne rapporte aucun point.
1. plus grand nombre de points ;
2. plus grande différence de buts générale ;
3. plus grand nombre de points dans les confrontations directes ;
4. plus grande différence de buts particulière
5. plus grand nombre de buts dans les confrontations directes ;
6. plus grand nombre de buts à l'extérieur dans les confrontations directes ;
7. plus grand nombre de buts marqués ;
8. plus grand nombre de buts marqués à l'extérieur ;
9. plus grand nombre de buts marqués sur une rencontre de championnat ;
10. meilleure place au Challenge du fair-play (1 point par joueur averti, 3 points par joueur exclu)

### Classement général
Source : Classement officiel sur le site de la LFP.
| Rang | Équipe                 | Pts | J  | G  | N  | P  | Bp | Bc | Diff |
| ---- | ---------------------- | --- | -- | -- | -- | -- | -- | -- | ---- |
| 1    | Toulouse FC            | 79  | 38 | 23 | 10 | 5  | 82 | 33 | +49  |
| 2    | AC Ajaccio             | 75  | 38 | 22 | 9  | 7  | 39 | 19 | +20  |
| 3    | AJ Auxerre             | 74  | 38 | 21 | 11 | 6  | 61 | 39 | +22  |
| 4    | Paris FC               | 70  | 38 | 20 | 10 | 8  | 54 | 35 | +19  |
| 5    | FC Sochaux-Montbéliard | 68  | 38 | 19 | 11 | 8  | 47 | 34 | +13  |
| 6    | EA Guingamp            | 58  | 38 | 15 | 13 | 10 | 52 | 48 | +4   |
| 7    | SM Caen                | 50  | 38 | 13 | 11 | 14 | 51 | 42 | +9   |
| 8    | Le Havre AC            | 50  | 38 | 13 | 11 | 14 | 38 | 41 | -3   |
| 9    | Nîmes Olympique R      | 49  | 38 | 14 | 7  | 17 | 44 | 51 | -7   |
| 10   | Pau FC                 | 49  | 38 | 14 | 7  | 17 | 41 | 49 | -8   |
| 11   | Dijon FCO R            | 47  | 38 | 13 | 8  | 17 | 48 | 53 | -5   |
| 12   | SC Bastia P            | 46  | 38 | 10 | 16 | 12 | 38 | 36 | +2   |
| 13   | Chamois niortais FC    | 46  | 38 | 12 | 10 | 16 | 39 | 42 | -3   |
| 14   | Amiens SC              | 44  | 38 | 9  | 17 | 12 | 43 | 41 | +2   |
| 15   | Grenoble Foot 38       | 44  | 38 | 12 | 8  | 18 | 32 | 44 | -12  |
| 16   | Valenciennes FC        | 44  | 38 | 10 | 14 | 14 | 34 | 47 | -13  |
| 17   | Rodez AF               | 43  | 38 | 10 | 13 | 15 | 32 | 42 | -10  |
| 18   | US Quevilly-Rouen P    | 40  | 38 | 10 | 10 | 18 | 33 | 50 | -17  |
| 19   | USL Dunkerque          | 31  | 38 | 8  | 7  | 23 | 28 | 53 | -25  |
| 20   | AS Nancy-Lorraine      | 27  | 38 | 6  | 9  | 23 | 32 | 69 | -37  |

Promotions et relégations
- Promotion en Ligue 1 2022-2023
- Barrages de promotion en Ligue 1
- Barrages de relégation en National
- Relégation en National 2022-2023

Abréviations
- P : Promu de National 2020-2021
- R : Relégué de Ligue 1 2020-2021

### Matchs
| Résultats (▼dom., ►ext.)                                   | ACA | ASC | AJA | SCB | SMC | DFCO | USLD | GF38 | EAG | HAC | ASNL | NO  | CNFC | PFC | PAU | USQ | RAF | FCSM | TFC | VAFC |
| AC Ajaccio                                                 |     | 3-1 | 0-0 | 0-1 | 2-0 | 1-0  | 2-1  | 1-0  | 0-1 | 2-1 | 2-0  | 1-0 | 0-0  | 1-0 | 2-1 | 0-1 | 2-1 | 1-0  | 1-0 | 0-0  |
| Amiens SC                                                  | 0-1 |     | 1-2 | 0-0 | 0-0 | 1-1  | 3-0  | 4-1  | 3-0 | 0-2 | 1-0  | 3-0 | 3-1  | 1-2 | 2-2 | 1-3 | 0-1 | 0-0  | 0-0 | 3-0  |
| AJ Auxerre                                                 | 0-0 | 2-1 |     | 1-0 | 2-2 | 2-1  | 1-0  | 3-0  | 1-2 | 2-3 | 1-1  | 2-2 | 4-0  | 1-2 | 4-1 | 1-0 | 1-0 | 3-2  | 1-2 | 1-0  |
| SC Bastia                                                  | 2-0 | 0-0 | 1-1 |     | 1-1 | 0-0  | 1-0  | 0-0  | 1-2 | 0-0 | 1-1  | 1-1 | 2-0  | 2-1 | 1-1 | 3-0 | 0-1 | 2-2  | 0-0 | 1-1  |
| SM Caen                                                    | 2-0 | 1-1 | 1-1 | 2-1 |     | 0-1  | 2-1  | 0-1  | 2-0 | 2-2 | 1-0  | 4-0 | 0-2  | 0-1 | 1-2 | 2-0 | 4-0 | 1-2  | 4-1 | 1-2  |
| Dijon FCO                                                  | 0-3 | 1-0 | 3-1 | 2-1 | 1-0 |      | 2-0  | 1-0  | 3-3 | 2-0 | 2-3  | 1-2 | 2-2  | 0-1 | 0-1 | 1-0 | 1-1 | 1-3  | 2-4 | 0-1  |
| USL Dunkerque                                              | 0-1 | 0-0 | 0-2 | 2-0 | 1-1 | 2-1  |      | 0-3  | 1-3 | 1-0 | 0-0  | 0-2 | 1-2  | 1-1 | 1-0 | 1-1 | 2-0 | 0-0  | 0-2 | 1-2  |
| Grenoble Foot 38                                           | 1-1 | 1-1 | 0-1 | 1-1 | 0-2 | 1-2  | 1-0  |      | 0-0 | 1-2 | 4-1  | 2-1 | 1-0  | 0-4 | 2-0 | 2-0 | 0-0 | 1-3  | 0-2 | 3-0  |
| EA Guingamp                                                | 1-1 | 0-2 | 1-1 | 2-3 | 2-1 | 3-2  | 2-1  | 0-0  |     | 2-1 | 3-1  | 3-1 | 1-0  | 1-1 | 3-0 | 1-1 | 2-1 | 1-2  | 2-4 | 1-1  |
| Le Havre AC                                                | 0-1 | 1-1 | 1-2 | 2-4 | 2-4 | 2-0  | 2-1  | 0-1  | 0-0 |     | 1-0  | 0-1 | 2-1  | 1-2 | 1-0 | 1-0 | 0-0 | 0-1  | 1-1 | 0-0  |
| AS Nancy-Lorraine                                          | 0-2 | 1-1 | 1-4 | 2-1 | 1-1 | 0-3  | 2-0  | 0-1  | 2-1 | 1-1 |      | 1-3 | 0-2  | 3-0 | 2-3 | 0-3 | 0-2 | 0-0  | 0-4 | 0-1  |
| Nîmes Olympique                                            | 0-2 | 3-3 | 1-2 | 0-2 | 0-0 | 2-1  | 0-1  | 3-1  | 0-2 | 0-1 | 2-1  |     | 1-2  | 1-1 | 0-0 | 2-1 | 3-2 | 1-3  | 1-2 | 2-1  |
| Chamois niortais FC                                        | 0-1 | 0-0 | 0-1 | 1-1 | 0-1 | 1-3  | 2-0  | 1-0  | 2-0 | 0-0 | 1-3  | 0-0 |      | 4-1 | 3-0 | 2-0 | 0-2 | 1-1  | 2-1 | 1-2  |
| Paris FC                                                   | 2-0 | 1-0 | 1-1 | 1-0 | 1-0 | 2-2  | 2-1  | 2-0  | 0-1 | 2-2 | 1-1  | 2-0 | 2-0  |     | 1-1 | 3-0 | 1-0 | 3-1  | 2-2 | 1-1  |
| Pau FC                                                     | 1-0 | 2-1 | 1-4 | 2-0 | 1-0 | 2-0  | 1-2  | 0-1  | 2-0 | 2-1 | 2-1  | 0-3 | 2-2  | 1-0 |     | 1-2 | 4-0 | 0-1  | 0-1 | 1-1  |
| US Quevilly                                                | 0-0 | 1-1 | 0-0 | 1-2 | 2-2 | 2-1  | 3-1  | 1-0  | 2-2 | 0-2 | 2-1  | 0-1 | 0-3  | 0-1 | 1-2 |     | 2-0 | 0-2  | 0-0 | 1-1  |
| Rodez AF                                                   | 0-2 | 1-1 | 1-3 | 0-0 | 2-0 | 0-2  | 2-2  | 1-1  | 1-1 | 0-0 | 1-1  | 1-0 | 1-1  | 0-1 | 1-0 | 3-0 |     | 0-1  | 1-0 | 0-0  |
| FC Sochaux-Montbéliard                                     | 0-1 | 1-1 | 0-0 | 2-1 | 3-2 | 2-2  | 1-0  | 1-0  | 1-0 | 0-2 | 1-0  | 0-1 | 1-0  | 2-0 | 2-1 | 1-1 | 2-0 |      | 1-1 | 1-1  |
| Toulouse FC                                                | 2-2 | 6-0 | 6-0 | 1-0 | 2-3 | 4-1  | 2-0  | 4-1  | 2-2 | 4-0 | 4-0  | 2-1 | 2-0  | 2-1 | 1-1 | 2-0 | 1-1 | 4-1  |     | 1-0  |
| Valenciennes FC                                            | 0-0 | 0-2 | 1-2 | 2-1 | 1-1 | 0-0  | 1-3  | 1-0  | 1-1 | 0-1 | 6-1  | 0-3 | 0-0  | 1-4 | 1-0 | 1-2 | 1-4 | 1-0  | 1-3 |      |
| - Victoire à domicile - Match nul - Victoire à l'extérieur |     |     |     |     |     |      |      |      |     |     |      |     |      |     |     |     |     |      |     |      |

### Matchs de barrages

#### Barrages de promotion
|  | Barrages de Ligue 2 - Match 1 | Barrages de Ligue 2 - Match 1 | Barrages de Ligue 2 - Match 1 | Barrages de Ligue 2 - Match 1 |       |       | Barrages de Ligue 2 - Match 2 | Barrages de Ligue 2 - Match 2 | Barrages de Ligue 2 - Match 2 | Barrages de Ligue 2 - Match 2 |  |  | Barrages Ligue 1 | Barrages Ligue 1 | Barrages Ligue 1 | Barrages Ligue 1 |
|  |                               |                               |                               |                               |       |       |                               |                               |                               |                               |  |  |                  |                  |                  |                  |
|  |                               |                               |                               |                               |       |       |                               |                               |                               |                               |  |  |                  |                  |                  |                  |
|  |                               |                               |                               |                               |       |       |                               |                               |                               |                               |  |  |                  |                  |                  |                  |
|  |                               |                               |                               |                               |       |       |                               |                               |                               |                               |  |  |                  |                  |                  |                  |
|  |                               |                               |                               |                               |       |       |                               |                               |                               |                               |  |  |                  |                  |                  |                  |
|  |                               |                               |                               |                               |       |       |                               |                               |                               |                               |  |  |                  |                  |                  |                  |
|  |                               |                               |                               |                               |       |       |                               |                               |                               |                               |  |  |                  |                  |                  |                  |
|  |                               |                               |                               |                               |       |       |                               |                               |                               |                               |  |  |                  |                  |                  |                  |
|  |                               |                               |                               |                               |       |       |                               |                               |                               |                               |  |  |                  |                  |                  |                  |
|  |                               |                               |                               |                               |       |       |                               |                               |                               |                               |  |  |                  |                  |                  |                  |
|  |                               |                               |                               |                               |       |       |                               |                               |                               |                               |  |  |                  |                  |                  |                  |
|  |                               |                               |                               |                               |       |       |                               |                               |                               |                               |  |  |                  |                  |                  |                  |
|  | 18e L1                        | AS Saint-Étienne              | 1                             | 1(4)                          |       |       |                               |                               |                               |                               |  |  |                  |                  |                  |                  |
|  | 18e L1                        | AS Saint-Étienne              | 1                             | 1(4)                          |       |       |                               |                               |                               |                               |  |  |                  |                  |                  |                  |
|  |                               |                               | 3e L2                         | AJ Auxerre                    | 1     | 1(5)  |                               |                               |                               |                               |  |  |                  |                  |                  |                  |
|  |                               |                               |                               |                               | 1     | 1(5)  |                               |                               |                               |                               |  |  |                  |                  |                  |                  |
|  |                               |                               |                               |                               |       |       |                               |                               |                               |                               |  |  |                  |                  |                  |                  |
|  |                               |                               |                               |                               |       |       |                               |                               |                               |                               |  |  |                  |                  |                  |                  |
|  | 3e L2                         | AJ Auxerre                    | 0 (5)                         | 0 (5)                         |       |       |                               |                               |                               |                               |  |  |                  |                  |                  |                  |
|  | 3e L2                         | AJ Auxerre                    | 0 (5)                         | 0 (5)                         |       |       |                               |                               |                               |                               |  |  |                  |                  |                  |                  |
|  |                               |                               | 5e L2                         | FC Sochaux-Montbéliard        | 0 (4) | 0 (4) |                               |                               |                               |                               |  |  |                  |                  |                  |                  |
|  | 4e L2                         | Paris FC                      | 5e L2                         | FC Sochaux-Montbéliard        | 0 (4) | 0 (4) | 1                             | 1                             |                               |                               |  |  |                  |                  |                  |                  |
|  | 4e L2                         | Paris FC                      |                               |                               |       |       |                               | 1                             |                               |                               |  |  |                  |                  |                  |                  |
|  | 5e L2                         | FC Sochaux-Montbéliard        | 2                             | 2                             |       |       |                               |                               |                               |                               |  |  |                  |                  |                  |                  |
|  | 5e L2                         | FC Sochaux-Montbéliard        | 2                             | 2                             |       |       |                               |                               |                               |                               |  |  |                  |                  |                  |                  |
|  |                               |                               |                               |                               |       |       |                               |                               |                               |                               |  |  |                  |                  |                  |                  |

Le 5e au 3e de la Ligue 2 prennent part à des playoffs en matchs unique dont le vainqueur affronte le 18e de la Ligue 1 dans le cadre d'un barrage aller-retour pour une place dans cette division la saison suivante.
| Match 1                 | (L2) Paris FC                        | 1 - 2   | FC Sochaux-Montbéliard (L2)  | Stade Charléty, Paris                                                     |                                                                           |
| Mardi 17 mai 2022 20:30 | Siby 8e                              | (1 - 1) | 45+1e Ambri · 90+2e Do Couto | Spectateurs : 8 000 Diffuseur : beIN Sports 1 Arbitrage : Jérémie Pignard | Spectateurs : 8 000 Diffuseur : beIN Sports 1 Arbitrage : Jérémie Pignard |
| Mardi 17 mai 2022 20:30 | Name 43e · Camara 67e · Iglesias 73e |         | 2e Ndiaye · 62e Weissbeck    | Spectateurs : 8 000 Diffuseur : beIN Sports 1 Arbitrage : Jérémie Pignard | Spectateurs : 8 000 Diffuseur : beIN Sports 1 Arbitrage : Jérémie Pignard |

| Match 2                    | (L2) AJ Auxerre                                 | 0 - 0                 | FC Sochaux-Montbéliard (L2)                | Stade de l'Abbé-Deschamps, Auxerre                                        |                                                                           |
| Vendredi 20 mai 2022 20:30 |                                                 | (0 - 0, 0 - 0, 0 - 0) |                                            | Spectateurs : 17 324 Diffuseur : beIN Sports 1 Arbitrage : Jérôme Brisard | Spectateurs : 17 324 Diffuseur : beIN Sports 1 Arbitrage : Jérôme Brisard |
| Vendredi 20 mai 2022 20:30 | Charbonnier 66e · Bernard 92e                   |                       | 60e Henry · 108e Kitala · 116e Prévot ·    | Spectateurs : 17 324 Diffuseur : beIN Sports 1 Arbitrage : Jérôme Brisard | Spectateurs : 17 324 Diffuseur : beIN Sports 1 Arbitrage : Jérôme Brisard |
| Vendredi 20 mai 2022 20:30 | Dugimont · Jubal · Perrin · Charbonnier · Touré | Tirs au but 5 - 4     | Pogba · Henry · Kitala · Virginius · Ambri | Spectateurs : 17 324 Diffuseur : beIN Sports 1 Arbitrage : Jérôme Brisard | Spectateurs : 17 324 Diffuseur : beIN Sports 1 Arbitrage : Jérôme Brisard |

| Match aller             | (L2) AJ Auxerre | 1 - 1   | AS Saint-Étienne (L1) | Stade de l'Abbé-Deschamps, Auxerre                                                      |                                                                                         |
| Jeudi 26 mai 2022 19:00 | Perrin 86e      | (0 - 1) | 15e Youssouf          | Spectateurs : 17 479 Diffuseur : beIN Sports 1 et Prime Video Arbitrage : Benoît Millot | Spectateurs : 17 479 Diffuseur : beIN Sports 1 et Prime Video Arbitrage : Benoît Millot |
| Jeudi 26 mai 2022 19:00 | Bernard 49e     |         | 57e Bouanga           | Spectateurs : 17 479 Diffuseur : beIN Sports 1 et Prime Video Arbitrage : Benoît Millot | Spectateurs : 17 479 Diffuseur : beIN Sports 1 et Prime Video Arbitrage : Benoît Millot |

| Match retour               | (L1) AS Saint-Étienne                           | 1 - 1                 | AJ Auxerre (L2)                                 | Stade Geoffroy-Guichard, Saint-Étienne                                                   |                                                                                          |
| Dimanche 29 mai 2022 19:00 | Camara 76e                                      | (0 - 0, 1 - 1, 1 – 1) | 51e Sakhi                                       | Spectateurs : 24 489 Diffuseur : beIN Sports 1 et Prime Video Arbitrage : Antony Gautier | Spectateurs : 24 489 Diffuseur : beIN Sports 1 et Prime Video Arbitrage : Antony Gautier |
| Dimanche 29 mai 2022 19:00 |                                                 | 89e Touré ·           |                                                 | Spectateurs : 24 489 Diffuseur : beIN Sports 1 et Prime Video Arbitrage : Antony Gautier | Spectateurs : 24 489 Diffuseur : beIN Sports 1 et Prime Video Arbitrage : Antony Gautier |
| Dimanche 29 mai 2022 19:00 | Boudebouz · Nordin · Trauco · Dioussé · Bouanga | Tirs au but 4 - 5     | Dugimont · Jubal · Perrin · Charbonnier · Touré | Spectateurs : 24 489 Diffuseur : beIN Sports 1 et Prime Video Arbitrage : Antony Gautier | Spectateurs : 24 489 Diffuseur : beIN Sports 1 et Prime Video Arbitrage : Antony Gautier |

#### Barrages de relégation
Les barrages de promotion entre le troisième de National et le dix-huitième de la Ligue 2 se déroulent durant le mois de mai 2022. Le vainqueur de ces barrages obtient une place pour le championnat de Ligue 2 2022-2023 tandis que le perdant va en National 2022-2023.
| Match aller             | (N1) FC Villefranche Beaujolais | 1 - 3   | US Quevilly-Rouen (L2)                                           | Stade Armand-Chouffet, Villefranche-sur-Saône                                 |                                                                               |
| Mardi 24 mai 2022 20:30 | Elisor 28e (pen.)               | (1 - 1) | 30e 73e Soumaré · 79e Padovani                                   | Spectateurs : 3 200 Diffuseur : beIN Sports 1 Arbitrage : Abdelatif Kherradji | Spectateurs : 3 200 Diffuseur : beIN Sports 1 Arbitrage : Abdelatif Kherradji |
| Mardi 24 mai 2022 20:30 | Flégeau 7e · Khous 80e          |         | 27e Padovani · 42e Sangaré · 57e Sidibé · 60e Gbellé · 85e Cissé | Spectateurs : 3 200 Diffuseur : beIN Sports 1 Arbitrage : Abdelatif Kherradji | Spectateurs : 3 200 Diffuseur : beIN Sports 1 Arbitrage : Abdelatif Kherradji |

| Match retour               | (L2) US Quevilly-Rouen                | 2 - 0   | FC Villefranche Beaujolais (N1)                                                  | Stade Robert-Diochon, Rouen                                                      |                                                                                  |
| Dimanche 29 mai 2022 16:00 | Nazon 50e 81e                         | (0 - 0) |                                                                                  | Spectateurs : 4 300 Diffuseur : beIN Sports 1 Arbitrage : Alexandre Perreau Niel | Spectateurs : 4 300 Diffuseur : beIN Sports 1 Arbitrage : Alexandre Perreau Niel |
| Dimanche 29 mai 2022 16:00 | Sangaré 20e · Bansais 28e · Nazon 40e |         | 2e Flégeau · 38e Taufflieb · 56e Elisor · 56e Khous · 70e Bonenfant · 90e Romany | Spectateurs : 4 300 Diffuseur : beIN Sports 1 Arbitrage : Alexandre Perreau Niel | Spectateurs : 4 300 Diffuseur : beIN Sports 1 Arbitrage : Alexandre Perreau Niel |

## Statistiques

### Domicile et extérieur
| Rang | Équipe                 | Pts | J  | G  | N  | P  | Bp | Bc | Diff |
| ---- | ---------------------- | --- | -- | -- | -- | -- | -- | -- | ---- |
| 1    | Toulouse FC            | 46  | 19 | 14 | 4  | 1  | 52 | 14 | +38  |
| 2    | AC Ajaccio             | 42  | 19 | 13 | 3  | 3  | 21 | 8  | +13  |
| 3    | Paris FC               | 40  | 19 | 11 | 7  | 1  | 28 | 13 | +15  |
| 4    | FC Sochaux-Montbéliard | 36  | 19 | 10 | 6  | 3  | 22 | 14 | +8   |
| 5    | AJ Auxerre             | 37  | 19 | 11 | 4  | 4  | 33 | 19 | +14  |
| 6    | EA Guingamp            | 33  | 19 | 9  | 6  | 4  | 31 | 24 | +7   |
| 7    | Pau FC                 | 32  | 19 | 10 | 2  | 7  | 25 | 20 | +5   |
| 8    | SM Caen                | 30  | 19 | 9  | 3  | 7  | 30 | 18 | +12  |
| 9    | Amiens SC              | 27  | 19 | 7  | 6  | 6  | 26 | 16 | +10  |
| 10   | SC Bastia              | 27  | 19 | 5  | 12 | 2  | 19 | 12 | +7   |
| 11   | Dijon FCO              | 27  | 19 | 8  | 3  | 8  | 25 | 26 | -1   |
| 12   | Chamois niortais FC    | 26  | 19 | 7  | 5  | 7  | 21 | 17 | +4   |
| 13   | Grenoble Foot 38       | 26  | 19 | 6  | 6  | 7  | 21 | 21 | 0    |
| 14   | Rodez AF               | 24  | 19 | 5  | 9  | 5  | 16 | 16 | 0    |
| 15   | Le Havre AC            | 23  | 19 | 6  | 5  | 8  | 17 | 20 | -3   |
| 16   | US Quevilly            | 22  | 19 | 5  | 7  | 8  | 18 | 22 | -4   |
| 17   | Nîmes Olympique        | 21  | 19 | 6  | 4  | 9  | 22 | 28 | -6   |
| 18   | USL Dunkerque          | 21  | 19 | 5  | 6  | 8  | 14 | 21 | -7   |
| 19   | Valenciennes FC        | 20  | 19 | 5  | 5  | 9  | 19 | 28 | -9   |
| 20   | AS Nancy-Lorraine      | 16  | 19 | 4  | 4  | 11 | 16 | 33 | -17  |

| Rang | Équipe                 | Pts | J  | G  | N  | P  | Bp | Bc | Diff |
| ---- | ---------------------- | --- | -- | -- | -- | -- | -- | -- | ---- |
| 1    | AJ Auxerre             | 37  | 19 | 10 | 7  | 2  | 28 | 20 | +8   |
| 2    | Toulouse FC            | 33  | 19 | 9  | 6  | 4  | 30 | 19 | +11  |
| 3    | AC Ajaccio             | 33  | 19 | 9  | 6  | 4  | 18 | 11 | +7   |
| 4    | FC Sochaux-Montbéliard | 32  | 19 | 9  | 5  | 5  | 25 | 20 | +5   |
| 5    | Paris FC               | 30  | 19 | 9  | 3  | 7  | 24 | 22 | +2   |
| 6    | Le Havre AC            | 27  | 19 | 7  | 6  | 6  | 21 | 21 | 0    |
| 7    | Nîmes Olympique        | 27  | 19 | 8  | 3  | 8  | 22 | 23 | -1   |
| 8    | EA Guingamp            | 25  | 19 | 6  | 7  | 6  | 21 | 24 | -3   |
| 9    | Valenciennes FC        | 24  | 19 | 5  | 9  | 5  | 15 | 19 | -4   |
| 10   | SM Caen                | 20  | 19 | 4  | 8  | 7  | 21 | 24 | -3   |
| 11   | Dijon FCO              | 20  | 19 | 5  | 5  | 9  | 23 | 27 | -4   |
| 12   | Chamois niortais FC    | 20  | 19 | 5  | 5  | 9  | 18 | 25 | -7   |
| 13   | SC Bastia              | 19  | 19 | 5  | 4  | 10 | 19 | 24 | -5   |
| 14   | Rodez AF               | 19  | 19 | 5  | 4  | 10 | 16 | 26 | -10  |
| 15   | Grenoble Foot 38       | 18  | 19 | 5  | 3  | 11 | 11 | 23 | -12  |
| 16   | US Quevilly            | 18  | 19 | 5  | 3  | 11 | 15 | 28 | -13  |
| 17   | Amiens SC              | 17  | 19 | 2  | 11 | 6  | 17 | 25 | -8   |
| 18   | Pau FC                 | 17  | 19 | 4  | 5  | 10 | 16 | 29 | -13  |
| 19   | AS Nancy-Lorraine      | 11  | 19 | 2  | 5  | 12 | 16 | 36 | -20  |
| 20   | USL Dunkerque          | 10  | 19 | 3  | 1  | 15 | 14 | 32 | -18  |

### Évolution du classement
Le tableau suivant récapitule le classement au terme de chacune des journées définies par le calendrier officiel, les matchs joués en retard sont pris en compte la journée suivante. Les colonnes « promouvable » et « relégable » comptabilisent les places de montée ou de relégation directes.
| Journées →   | 1  | 2  | 3  | 4  | 5  | 6  | 7  | 8  | 9  | 10 | 11 | 12 | 13 | 14 | 15 | 16 | 17 | 18 | 19 | 20 | 21 | 22 | 23 | 24 | 25 | 26 | 27 | 28 | 29 | 30 | 31 | 32 | 33 | 34 | 35 | 36 | 37 | 38 | prom. | b.p. | b.r. | rel. |
| Équipe ↓     |    |    |    |    |    |    |    |    |    |    |    |    |    |    |    |    |    |    |    |    |    |    |    |    |    |    |    |    |    |    |    |    |    |    |    |    |    |    |       |      |      |      |
| ------------ | -- | -- | -- | -- | -- | -- | -- | -- | -- | -- | -- | -- | -- | -- | -- | -- | -- | -- | -- | -- | -- | -- | -- | -- | -- | -- | -- | -- | -- | -- | -- | -- | -- | -- | -- | -- | -- | -- | ----- | ---- | ---- | ---- |
| Ajaccio      | 6  | 5  | 7  | 9  | 6  | 8  | 2  | 2  | 2  | 4  | 5  | 3  | 3  | 4  | 3  | 2  | 2  | 1  | 1  | 1  | 2  | 2  | 3  | 3  | 3  | 3  | 3  | 4  | 4  | 3  | 2  | 2  | 2  | 2  | 2  | 2  | 2  | 2  | 18    | 15   |      |      |
| Amiens       | 17 | 18 | 20 | 16 | 16 | 15 | 16 | 17 | 17 | 18 | 18 | 19 | 18 | 18 | 19 | 19 | 16 | 12 | 15 | 17 | 18 | 13 | 14 | 11 | 11 | 11 | 11 | 9  | 11 | 13 | 11 | 11 | 10 | 11 | 11 | 13 | 13 | 14 |       |      | 6    | 4    |
| Auxerre      | 4  | 3  | 4  | 4  | 7  | 5  | 3  | 4  | 4  | 3  | 3  | 5  | 5  | 3  | 2  | 3  | 4  | 3  | 4  | 3  | 5  | 5  | 5  | 5  | 5  | 4  | 4  | 3  | 3  | 4  | 4  | 3  | 3  | 3  | 3  | 3  | 3  | 3  | 1     | 36   |      |      |
| Bastia       | 10 | 14 | 14 | 11 | 14 | 14 | 15 | 14 | 18 | 16 | 16 | 18 | 19 | 19 | 18 | 14 | 18 | 18 | 18 | 13 | 14 | 17 | 17 | 15 | 15 | 16 | 15 | 14 | 12 | 14 | 14 | 14 | 14 | 14 | 12 | 14 | 15 | 12 |       |      | 6    | 2    |
| Caen         | 2  | 2  | 5  | 8  | 5  | 6  | 9  | 9  | 11 | 9  | 12 | 9  | 10 | 12 | 12 | 16 | 17 | 13 | 14 | 15 | 15 | 14 | 15 | 12 | 14 | 12 | 13 | 10 | 10 | 7  | 6  | 6  | 7  | 8  | 8  | 9  | 7  | 7  | 2     | 2    |      |      |
| Dijon        | 18 | 17 | 17 | 18 | 19 | 19 | 18 | 15 | 14 | 17 | 17 | 16 | 13 | 14 | 16 | 12 | 15 | 16 | 13 | 14 | 11 | 9  | 11 | 13 | 12 | 13 | 12 | 13 | 9  | 12 | 9  | 8  | 11 | 12 | 13 | 10 | 11 | 11 |       |      | 3    | 2    |
| Dunkerque    | 11 | 15 | 16 | 17 | 18 | 19 | 19 | 19 | 19 | 19 | 19 | 17 | 17 | 13 | 15 | 18 | 19 | 19 | 19 | 19 | 19 | 19 | 19 | 19 | 19 | 18 | 19 | 17 | 19 | 19 | 19 | 19 | 19 | 19 | 19 | 19 | 19 | 19 |       |      | 3    | 26   |
| Grenoble     | 19 | 20 | 19 | 20 | 17 | 17 | 14 | 16 | 15 | 14 | 14 | 11 | 14 | 11 | 9  | 10 | 11 | 15 | 16 | 18 | 16 | 18 | 18 | 18 | 18 | 19 | 18 | 19 | 17 | 16 | 17 | 18 | 16 | 15 | 14 | 15 | 14 | 15 |       |      | 7    | 6    |
| Guingamp     | 13 | 12 | 12 | 15 | 13 | 13 | 11 | 13 | 13 | 13 | 13 | 14 | 9  | 10 | 11 | 15 | 10 | 14 | 9  | 11 | 12 | 12 | 13 | 10 | 10 | 10 | 10 | 12 | 14 | 11 | 7  | 10 | 8  | 7  | 7  | 6  | 6  | 6  |       |      |      |      |
| Le Havre     | 12 | 6  | 9  | 10 | 8  | 9  | 12 | 10 | 7  | 5  | 4  | 4  | 4  | 5  | 5  | 6  | 6  | 6  | 6  | 6  | 6  | 7  | 7  | 6  | 8  | 6  | 6  | 6  | 6  | 6  | 10 | 7  | 6  | 6  | 6  | 7  | 8  | 8  |       | 5    |      |      |
| Nancy        | 16 | 19 | 18 | 19 | 20 | 20 | 20 | 20 | 20 | 20 | 20 | 20 | 20 | 20 | 20 | 20 | 20 | 20 | 20 | 20 | 20 | 20 | 20 | 20 | 20 | 20 | 20 | 20 | 20 | 20 | 20 | 20 | 20 | 20 | 20 | 20 | 20 | 20 |       |      | 1    | 36   |
| Nîmes        | 9  | 7  | 3  | 5  | 2  | 4  | 7  | 6  | 8  | 10 | 11 | 13 | 16 | 17 | 13 | 11 | 12 | 10 | 12 | 10 | 10 | 8  | 8  | 8  | 7  | 9  | 8  | 7  | 7  | 10 | 13 | 13 | 13 | 10 | 9  | 8  | 9  | 9  | 1     | 3    |      |      |
| Niort        | 15 | 16 | 10 | 7  | 12 | 11 | 13 | 12 | 10 | 8  | 9  | 6  | 7  | 7  | 7  | 9  | 9  | 8  | 7  | 7  | 7  | 6  | 6  | 7  | 6  | 7  | 9  | 11 | 13 | 8  | 12 | 12 | 9  | 9  | 10 | 11 | 10 | 13 |       |      |      |      |
| Paris        | 1  | 1  | 1  | 1  | 3  | 2  | 4  | 7  | 5  | 6  | 6  | 8  | 6  | 6  | 6  | 5  | 5  | 4  | 3  | 4  | 4  | 3  | 2  | 2  | 2  | 2  | 2  | 2  | 2  | 2  | 3  | 4  | 4  | 4  | 5  | 5  | 4  | 4  | 13    | 18   |      |      |
| Pau          | 5  | 9  | 13 | 14 | 10 | 7  | 5  | 5  | 6  | 7  | 7  | 7  | 8  | 8  | 8  | 7  | 8  | 9  | 10 | 8  | 8  | 10 | 9  | 9  | 9  | 8  | 7  | 8  | 8  | 9  | 8  | 9  | 12 | 13 | 15 | 12 | 12 | 10 |       | 3    |      |      |
| Quevilly     | 8  | 13 | 8  | 6  | 11 | 12 | 10 | 11 | 12 | 12 | 8  | 10 | 12 | 15 | 14 | 17 | 13 | 11 | 11 | 12 | 13 | 16 | 12 | 16 | 16 | 17 | 17 | 18 | 18 | 18 | 18 | 16 | 17 | 18 | 18 | 18 | 18 | 18 |       |      | 9    |      |
| Rodez        | 20 | 10 | 11 | 13 | 9  | 10 | 8  | 8  | 9  | 11 | 15 | 15 | 11 | 9  | 10 | 8  | 7  | 7  | 8  | 9  | 9  | 11 | 10 | 14 | 13 | 14 | 16 | 16 | 16 | 17 | 16 | 17 | 18 | 17 | 17 | 17 | 17 | 17 |       |      | 1    | 1    |
| Sochaux      | 3  | 8  | 6  | 3  | 4  | 3  | 6  | 3  | 3  | 2  | 2  | 2  | 2  | 2  | 4  | 4  | 3  | 5  | 5  | 5  | 3  | 4  | 4  | 3  | 4  | 5  | 5  | 5  | 5  | 5  | 5  | 5  | 5  | 5  | 4  | 4  | 5  | 5  | 5     | 30   |      |      |
| Toulouse     | 7  | 4  | 2  | 2  | 1  | 1  | 1  | 1  | 1  | 1  | 1  | 1  | 1  | 1  | 1  | 1  | 1  | 2  | 2  | 2  | 1  | 1  | 1  | 1  | 1  | 1  | 1  | 1  | 1  | 1  | 1  | 1  | 1  | 1  | 1  | 1  | 1  | 1  | 36    | 1    |      |      |
| Valenciennes | 14 | 11 | 15 | 12 | 15 | 16 | 17 | 18 | 16 | 13 | 10 | 12 | 15 | 16 | 17 | 13 | 14 | 17 | 17 | 16 | 17 | 15 | 16 | 17 | 17 | 15 | 14 | 15 | 15 | 15 | 15 | 15 | 15 | 16 | 16 | 16 | 16 | 16 |       |      | 1    |      |

En gras et italique, les équipes comptant un match en retard.
1. ↑  Quevilly-Bastia, rencontre comptant pour la 2e journée est reportée en raison d’un nombre de cas positifs au Covid-19 dans les rangs bastiais. La rencontre a été jouée entre la 4e et 5e journée.
2. ↑  Ajaccio-Caen, rencontre comptant pour la 4e journée est reportée en raison d’un nombre de cas positifs au Covid-19 dans les rangs corses. La rencontre a été jouée entre la 5e et 6e journée.
3. ↑  Ajaccio-Paris, rencontre comptant pour la 5e journée est reportée en raison d’un nombre de cas positifs au Covid-19 dans les rangs corses. La rencontre a été jouée entre la 7e et 8e journée.
4. ↑  Amiens-Ajaccio, Dunkerque-Paris et Caen-Niort, rencontre comptant pour la 20e journée sont reportées en raison d’un trop grand nombre de cas positifs, dans certains effectifs, au Covid-19. La rencontre Toulouse-Nancy est quant à elle reportée en raison des conditions météorologiques. Les rencontres Amiens-Ajaccio et Toulouse-Nancy ont été jouées entre les 21e et 22e journées et les rencontres Dunkerque-Paris et Caen-Niort ont jouées entre les 22e et 23e journées.
5. ↑  Ajaccio-Auxerre, Niort-Dunkerque, Nîmes-Valenciennes et Quevilly Rouen-Amiens, rencontre comptant pour la 21e journée sont reportées en raison d’un trop grand nombre de cas positifs, dans certains effectifs, au Covid-19. Les rencontres Ajaccio-Auxerre, Nîmes-Valenciennes ont été jouées entre les 22e et 23e journées et la rencontre Niort-Dunkerque a été jouée entre la 22e et 23e journées. La rencontre Quevilly Rouen-Amiens a été jouée entre la 22e et 23e journées.
6. ↑  Auxerre-Paris, Pau-Nîmes, Valenciennes-Nancy et Grenoble-Niort, rencontre comptant pour la 22e journée sont reportées en raison d’un trop grand nombre de cas positifs, dans certains effectifs, au Covid-19. Les rencontres Auxerre-Paris, Pau-Nîmes et Valenciennes-Nancy ont été jouées entre les 22e et 23e journées. La rencontre Grenoble-Niort a été jouée entre la 24e et 25e journée.
7. ↑  Nancy-Quevilly Rouen, rencontre comptant pour la 35e journée est définitivement arrêté à la 40e minute à la suite de jets de fumigènes sur la pelouse. Entre les 36e et 37e journées, la commision de discipline attribue la victoire aux Normands par 0-3 (score lors de l'arrêt).

#### Résultats par match
| Journée ╱ Équipe | 1 | 2 | 3 | 4 | 5 | 6 | 7 | 8 | 9 | 10 | 11 | 12 | 13 | 14 | 15 | 16 | 17 | 18 | 19 | 20 | 21 | 22 | 23 | 24 | 25 | 26 | 27 | 28 | 29 | 30 | 31 | 32 | 33 | 34 | 35 | 36 | 37 | 38 |
| ---------------- | - | - | - | - | - | - | - | - | - | -- | -- | -- | -- | -- | -- | -- | -- | -- | -- | -- | -- | -- | -- | -- | -- | -- | -- | -- | -- | -- | -- | -- | -- | -- | -- | -- | -- | -- |
| Ajaccio          | N | V | N | V | V | N | V | V | N | D  | D  | V  | V  | D  | V  | V  | N  | V  | V  | V  | N  | D  | D  | D  | V  | V  | V  | D  | N  | V  | V  | V  | V  | V  | N  | V  | N  | V  |
| Amiens           | D | D | D | V | N | N | D | N | N | N  | N  | D  | V  | N  | N  | N  | V  | V  | D  | D  | N  | V  | N  | V  | N  | V  | D  | V  | D  | N  | V  | N  | N  | D  | N  | N  | D  | D  |
| Auxerre          | V | V | N | N | D | V | V | N | V | N  | N  | D  | V  | V  | V  | D  | N  | V  | D  | V  | N  | D  | N  | N  | V  | V  | V  | V  | V  | D  | N  | V  | V  | V  | N  | V  | V  | V  |
| Bastia           | N | V | N | D | D | N | D | N | D | V  | D  | N  | D  | N  | V  | V  | D  | N  | N  | V  | D  | N  | N  | V  | N  | D  | N  | V  | V  | N  | N  | N  | D  | N  | V  | D  | D  | V  |
| Caen             | V | V | D | D | V | N | D | N | D | V  | D  | N  | N  | D  | N  | D  | N  | V  | N  | D  | D  | V  | N  | V  | D  | V  | D  | V  | N  | V  | V  | V  | N  | D  | N  | D  | V  | D  |
| Dijon            | D | D | N | D | D | D | V | V | V | D  | D  | V  | V  | D  | D  | V  | D  | N  | V  | D  | V  | V  | D  | D  | N  | D  | V  | N  | V  | N  | V  | N  | D  | D  | N  | V  | D  | N  |
| Dunkerque        | N | D | D | D | D | N | N | D | D | V  | V  | V  | N  | V  | D  | D  | D  | D  | D  | N  | D  | N  | V  | V  | D  | V  | D  | V  | D  | D  | D  | D  | D  | D  | N  | D  | D  | D  |
| Grenoble         | D | D | N | D | V | D | V | D | V | N  | V  | N  | D  | V  | V  | D  | D  | D  | D  | D  | N  | V  | D  | D  | D  | D  | V  | N  | V  | N  | D  | D  | V  | V  | V  | N  | N  | D  |
| Guingamp         | N | N | N | D | V | N | V | D | D | N  | V  | D  | V  | N  | D  | D  | V  | D  | V  | N  | N  | D  | N  | V  | N  | V  | D  | N  | N  | V  | V  | D  | V  | V  | N  | V  | V  | V  |
| Le Havre         | N | V | D | N | V | N | N | N | V | V  | V  | N  | V  | D  | N  | N  | V  | D  | V  | D  | N  | N  | N  | D  | D  | V  | V  | D  | D  | D  | D  | V  | V  | V  | D  | D  | D  | D  |
| Nancy            | D | D | N | D | D | D | N | N | D | N  | N  | V  | D  | N  | V  | D  | D  | D  | D  | D  | V  | D  | N  | N  | V  | D  | D  | D  | V  | D  | D  | D  | D  | N  | D  | D  | V  | D  |
| Nîmes            | N | V | V | N | V | N | D | N | D | D  | N  | D  | D  | D  | V  | V  | D  | V  | D  | V  | V  | V  | D  | D  | V  | D  | N  | V  | D  | D  | D  | N  | D  | V  | V  | V  | D  | D  |
| Niort            | N | D | V | V | D | N | D | V | N | V  | D  | V  | D  | V  | D  | D  | V  | N  | V  | V  | V  | D  | N  | D  | D  | D  | D  | D  | N  | V  | N  | N  | V  | N  | D  | D  | N  | D  |
| Paris            | V | V | V | N | D | V | D | D | V | D  | N  | D  | N  | V  | V  | V  | V  | V  | V  | N  | N  | V  | V  | V  | N  | V  | N  | V  | D  | N  | D  | N  | V  | V  | D  | N  | V  | V  |
| Pau              | V | D | D | N | V | V | V | N | N | D  | D  | V  | D  | V  | D  | V  | D  | D  | D  | V  | N  | D  | N  | V  | V  | D  | V  | D  | D  | N  | V  | D  | D  | D  | D  | V  | N  | V  |
| Quevilly         | N | D | V | V | D | D | V | N | D | N  | V  | D  | N  | D  | N  | D  | V  | V  | N  | D  | N  | D  | V  | D  | N  | D  | D  | N  | N  | D  | D  | V  | D  | D  | V  | D  | D  | V  |
| Rodez            | D | V | N | N | V | N | V | D | D | N  | D  | D  | V  | V  | D  | V  | V  | N  | N  | D  | D  | N  | N  | D  | N  | D  | D  | N  | N  | D  | N  | D  | D  | N  | D  | V  | V  | V  |
| Sochaux          | V | D | V | V | N | V | D | V | V | N  | V  | V  | N  | N  | D  | D  | V  | N  | N  | V  | V  | N  | N  | V  | D  | D  | V  | D  | N  | V  | V  | V  | V  | N  | V  | V  | D  | N  |
| Toulouse         | N | V | V | V | V | V | N | V | V | D  | N  | V  | N  | N  | N  | V  | D  | N  | V  | V  | N  | N  | V  | V  | V  | V  | V  | D  | V  | V  | V  | V  | V  | N  | V  | D  | V  | D  |
| Valenciennes     | N | N | D | V | D | D | D | N | V | V  | V  | D  | D  | D  | N  | V  | N  | D  | N  | N  | D  | V  | N  | D  | N  | V  | N  | N  | N  | V  | D  | D  | D  | D  | N  | N  | V  | V  |

### Buts marqués par journée
Ce graphique représente le nombre de buts marqués lors de chaque journée. La moyenne est de 22,51 buts par match.

### Classement des buteurs
Mise à jour : 11 mai 2022
|    | Joueur                | Club            | Buts |
| -- | --------------------- | --------------- | ---- |
| 1  | Rhys Healey           | Toulouse FC     | 20   |
| 2  | Gaëtan Charbonnier    | AJ Auxerre      | 17   |
| 3  | Alexandre Mendy       | SM Caen         | 16   |
| 4  | Frantzdy Pierrot      | EA Guingamp     | 15   |
| 5  | Aliou Badji           | Amiens SC       | 13   |
| 6  | Aurélien Scheidler    | Dijon FCO       | 12   |
| 7  | Branco van den Boomen | Toulouse FC     | 12   |
| 8  | Gauthier Hein         | AJ Auxerre      | 11   |
| 9  | Rafael Ratão          | Toulouse FC     | 11   |
| 10 | Moussa Koné           | Nîmes Olympique | 11   |

| Source : Classement buteurs - Ligue 2 BKT - LFP. |

### Classement des passeurs
Mise à jour : 11 mai 2022
|    | Joueur                   | Club                | Passes |
| -- | ------------------------ | ------------------- | ------ |
| 1  | Branco van den Boomen    | Toulouse FC         | 20     |
| 2  | Youssouf M'Changama      | EA Guingamp         | 15     |
| 3  | Jessy Deminguet          | SM Caen             | 9      |
| 4  | Bilal Boutobba           | Chamois niortais FC | 8      |
| 5  | Sébastien Salles-Lamonge | SC Bastia           | 8      |
| 6  | Yassine Benrahou         | Nîmes Olympique     | 8      |
| 7  | Kader Bamba              | Amiens SC           | 7      |
| 8  | Gauthier Hein            | AJ Auxerre          | 7      |
| 9  | Quentin Cornette         | Le Havre AC         | 7      |
| 10 | Moustapha Name           | Paris FC            | 6      |

| Source : Classement passeurs - Ligue 2 BKT - LFP. |

### Affluence

#### Plus grosses affluences de la saison
À jour au 20 mai 2022.
| Rang | Match                                    | Journée    | Date            | Affluence |
| ---- | ---------------------------------------- | ---------- | --------------- | --------- |
| 1    | Toulouse FC - Paris FC                   | J31        | 2 avril 2022    | 28 032    |
| 2    | Toulouse FC - Nîmes Olympique            | J37        | 7 mai 2022      | 27 868    |
| 3    | Toulouse FC - Chamois niortais FC        | J35        | 25 avril 2022   | 24 209    |
| 4    | Valenciennes FC - FC Sochaux-Montbéliard | J37        | 7 mai 2022      | 22 250    |
| 5    | FC Sochaux-Montbéliard - Dijon FCO       | J38        | 14 mai 2022     | 19 019    |
| 6    | Le Havre AC - SM Caen                    | J30        | 19 mars 2022    | 18 693    |
| 7    | SM Caen - US Quevilly                    | J37        | 7 mai 2022      | 18 003    |
| 8    | AJ Auxerre - FC Sochaux-Montbéliard      | Play-off 2 | 20 mai 2022     | 17 479    |
| 9    | AJ Auxerre - Amiens SC                   | J38        | 14 mai 2022     | 17 051    |
| 10   | SM Caen - Le Havre AC                    | J12        | 16 octobre 2021 | 16 729    |

#### Affluences par journée
Ce graphique représente le nombre de spectateurs lors de chaque journée

## Bilan de la saison
- Champion d'automne : AC Ajaccio
- Champion : Toulouse FC
- Meilleure attaque : Toulouse FC (82 buts)
- Meilleure défense : AC Ajaccio (19 buts)
- Plus mauvaise attaque : USL Dunkerque (28 buts)
- Plus mauvaise défense : AS Nancy-Lorraine (69 buts)
- Premier but de la saison :  Lamine Fomba   12e lors de SC Bastia-Nîmes Olympique (1-1) le 24 juillet 2021 (1re journée)
- Dernier but de la saison :  Alan Kerouedan   90e lors de Rodez AF - SM Caen (2-0) le 14 mai 2022 (38e journée)
- Premier but contre son camp :  Manuel Perez  51e (csc) lors de Grenoble Foot 38-Paris FC (0-4) le 24 juillet 2021 (1re journée)
- Premier penalty :  Manoubi Haddad   6e (pen.) lors d'USL Dunkerque-US Quevilly (1-1) le 24 juillet 2021 (1re journée)
- Premier but sur coup franc direct :  Youssouf M'Changama   45e lors d'AJ Auxerre-EA Guingamp (1-2) le 23 août 2021 (5e journée)
- Premier doublé :  Alexandre Mendy   2e   19e lors de SM Caen-Rodez AF (4-0) le 24 juillet 2021 (1re journée)
- Premier triplé :  Alexandre Mendy   2e   19e   38e (pen.) lors de SM Caen-Rodez AF (4-0) le 24 juillet 2021 (1re journée)
- Premier quadruplé :  Rhys Healey   25e   53e   58e   75e lors de Toulouse FC-FC Sochaux-Montbéliard (4-1) le 20 novembre 2021 (16e journée)
- Premier carton jaune :  Joris Sainati  20e lors de SC Bastia-Nîmes Olympique (1-1) le 24 juillet 2021 (1re journée)
- Premier carton rouge :  Clément Vidal   38e lors de Toulouse FC-AC Ajaccio (2-2) le 24 juillet 2021 (1re journée)
- But le plus rapide d'une rencontre : 
  -  Rhys Healey   1re lors d'AS Nancy-Lorraine-Toulouse FC (0-4) le 31 juillet 2021 (2e journée)
  -  Léon Delpech   1re lors de Grenoble Foot 38-Nîmes Olympique (2-1) le 11 septembre 2021 (7e journée)
- But le plus tardif d'une rencontre :   90+5e
  -  Tolu Arokodare lors de Nîmes Olympique-Amiens SC (3-3) le 18 septembre 2021 (8e journée)
- Plus jeune buteur de la saison :  Warren Bondo   83e (pen.) lors de AS Nancy-Lorraine - AJ Auxerre (1- 4) le 28 août 2021 (6e journée), à 18 ans
- Plus vieux buteur de la saison :  Riad Nouri   49e lors de Rodez AF - AC Ajaccio (0-2) le 18 septembre 2021 (8e journée), à 36 ans
- Journée de championnat la plus riche en buts : 31 buts (18e et 24e journée)
- Journée de championnat la plus pauvre en buts : 13 buts (4e journée)
- Nombre de buts inscrits durant la saison : 868 buts
- Nombre de  durant la saison : 1374
- Nombre de  durant la saison : 91
- Plus grand nombre de buts dans une rencontre : 7 buts
  - 6 - 1 lors de Valenciennes FC-AS Nancy-Lorraine (score final 6-1) le 1er février 2022 (22e journée)
- Plus large victoire à domicile : 6 buts d'écart
  - 6 - 0 lors de Toulouse FC-AJ Auxerre le 16 octobre 2021 (12e journée)
  - 6 - 0 lors de Toulouse FC-Amiens SC le 15 mars 2022 (29e journée)
- Plus large victoire à l'extérieur : 4 buts d'écart
  - 0 - 4 lors de Grenoble Foot 38-Paris FC le 24 juillet 2021 (1re journée)
  - 0 - 4 lors d'AS Nancy-Lorraine-Toulouse FC le 31 juillet 2021 (2e journée)
- Plus grand nombre de buts dans une mi-temps : 6 buts
  - 5 - 1 lors de Valenciennes FC-AS Nancy-Lorraine (score final 6-1) le 1er février 2022 (22e journée)
- Plus grand nombre de buts dans une mi-temps pour une équipe :
  - en 1re mi-temps :  5 buts
    - 5 - 1 lors de Valenciennes FC-AS Nancy-Lorraine (score final 6-1) le 1er février 2022 (22e journée)

  - en 2e mi-temps :  4 buts
    - 4 - 0 lors de Pau FC-Rodez AF (score final 4-0) le 8 janvier 2022 (20e journée)
- Plus grand nombre de buts dans une rencontre pour une équipe : 6 buts
  - 6 - 0 lors de Toulouse FC-AJ Auxerre (score final 6-0) le 16 octobre 2021 (12e journée)
  - 6 - 1 lors de Valenciennes FC-AS Nancy-Lorraine (score final 6-1) le 1er février 2022 (22e journée)
  - 6 - 0 lors de Toulouse FC-Amiens SC (score final 6-0) le 15 mars 2022 (29e journée)
- Doublé le plus rapide : 2 minutes
  -  Branco van den Boomen   15e (pen.)   17e lors de Toulouse FC - SM Caen (2-3) le 27 septembre 2021 (10e journée)
- Triplé le plus rapide : 36 minutes
  -  Alexandre Mendy   2e   19e   38e (pen.) lors de SM Caen-Rodez AF (4-0) le 24 juillet 2021 (1re journée)
- Quadruplé le plus rapide : 50 minutes
  -  Rhys Healey   25e   53e   59e   75e lors de Toulouse FC-FC Sochaux-Montbéliard (4-1) le 20 novembre 2021 (16e journée)
- Les triplés de la saison :
  -  Alexandre Mendy   2e   19e   38e (pen.) lors de SM Caen-Rodez AF (3-0) le 24 juillet 2021 (1re journée)
  -  Duckens Nazon   19e   39e   58e lors de Amiens SC-US Quevilly (1-3) le 7 août 2021 (3e journée)
  -  Gaëtan Charbonnier   16e   70e   87e lors de AJ Auxerre-Chamois niortais (4-0) le 11 septembre 2021 (7e journée)
  -  Mickaël Biron   11e   48e   70e (pen.) lors de Chamois niortais-AS Nancy-Lorraine (1-3) le 6 novembre 2021 (15e journée)
  -  Rhys Healey   38e   48e   75e lors de EA Guingamp-Toulouse FC (2-4) le 9 avril 2022 (32e journée)
- Les quadruplés de la saison :
  -  Rhys Healey   25e   53e   59e   75e lors de Toulouse FC-FC Sochaux-Montbéliard (4-1) le 20 novembre 2021 (16e journée)
- Plus grand nombre de spectateurs dans une rencontre : 28 032 lors de Toulouse FC-Paris FC (2-1) le 2 avril 2021 (31e journée)
- Plus petit nombre de spectateurs dans une rencontre : 309 lors de Grenoble Foot 38-EA Guingamp (0-0) le 7 août 2021 (3e journée)
- Plus grande série de victoires : 6 matchs
  - Paris FC entre la 14e journée & 19e journée
- Plus grande série de défaites : 6 matchs
  - USL Dunkerque entre la 29e journée & 34e journée
- Plus grande série de matchs sans défaite : 16 matchs
  - Paris FC entre la 13e journée & 31e journée
- Plus grande série de matchs sans victoire :  18 matchs
  - Rodez AF entre la 18e journée & 34e journée
- Plus grande série de matchs sans marquer : matchs

## Trophée UNFP
Chaque début de mois les internautes votent pour élire le trophée UNFP du joueur du mois de Ligue 2.
| Mois      | Premier               | Premier                | Premier | Deuxième              | Deuxième            | Deuxième | Troisième                | Troisième   | Troisième | Ref.   |
| Mois      | Joueur                | Club                   | %       | Joueur                | Club                | %        | Joueur                   | Club        | %         | Ref.   |
| --------- | --------------------- | ---------------------- | ------- | --------------------- | ------------------- | -------- | ------------------------ | ----------- | --------- | ------ |
| Août      | Alexandre Mendy       | Stade Malherbe Caen    | 46      | Branco van den Boomen | Toulouse FC         | 43       | Gaëtan Laura             | Paris FC    | 11        | [ 11 ] |
| Septembre | Gaëtan Charbonnier    | AJ Auxerre             | 43      | Branco van den Boomen | Toulouse FC         | 40       | Quentin Cornette         | Le Havre AC | 17        | [ 11 ] |
| Octobre   | Youssouf M'Changama   | EA Guingamp            | 36      | Riad Nouri            | AC Ajaccio          | 32       | Rhys Healey              | Toulouse FC | 32        | [ 11 ] |
| Novembre  | Rhys Healey           | Toulouse FC            | 46      | Yassine Benrahou      | Nîmes Olympique     | 32       | Sébastien Salles-Lamonge | SC Bastia   | 22        | [ 11 ] |
| Décembre  | Morgan Guilavogui     | Paris FC               | 49      | Gaëtan Courtet        | AC Ajaccio          | 32       | Benjamin Leroy           | AC Ajaccio  | 19        | [ 11 ] |
| Janvier   | Aldo Kalulu           | FC Sochaux-Montbéliard | 43      | Ibrahim Sissoko       | Chamois niortais FC | 29       | Jessy Deminguet          | SM Caen     | 28        | [ 11 ] |
| Février   | Branco van den Boomen | Toulouse FC            | 52      | Aliou Badji           | Amiens SC           | 26       | Morgan Guilavogui        | Paris FC    | 22        | [ 11 ] |
| Mars      | Branco van den Boomen | Toulouse FC            | 50      | Jessy Deminguet       | SM Caen             | 32       | Jean-Philippe Krasso     | AC Ajaccio  | 18        | [ 11 ] |
| Avril     | Rhys Healey           | Toulouse FC            | 49      | Gauthier Hein         | AJ Auxerre          | 33       | Frantzdy Pierrot         | EA Guingamp | 18        | [ 11 ] |

Au mois de mai, lors des trophées UNFP du football 2022, ont été élus le meilleur joueur, gardien et entraîneur, ainsi que l'équipe type de la saison de Ligue 2.
| Meilleur joueur       | Meilleur gardien | Meilleur entraîneur | Plus beau but       |
| --------------------- | ---------------- | ------------------- | ------------------- |
| Branco van den Boomen | Benjamin Leroy   | Philippe Montanier  | Youssouf M'Changama |

| Gardien de but | Défenseurs                                               | Milieux de terrain                                      | Attaquants                                    |
| -------------- | -------------------------------------------------------- | ------------------------------------------------------- | --------------------------------------------- |
| Benjamin Leroy | Mikkel Desler Rasmus Nicolaisen Anthony Rouault Ali Abdi | Branco van den Boomen Youssouf M'Changama Gauthier Hein | Nathan Ngoumou Gaëtan Charbonnier Rhys Healey |